# 谢祖悌
谢祖悌，会稽人，是一名清朝政治人物。
谢祖悌曾于顺治十三年(1656年)接替潘沂任建宁府知府一职，顺治十七年(1660年)由高攀龙接任。